# جاكسون (كارولاينا الجنوبية)
جاكسون (بالإنجليزية: Jackson, South Carolina)‏ هي بلدة أمريكية تقع في الولايات المتحدة في مقاطعة أيكن (كارولاينا الجنوبية). يقدر عدد سكانها بـ 1,700 نسمة ومساحتها 9.2 كم2 وترتفع عن سطح البحر 62 متر.

## التركيبة السكانية
حدّد مكتب تعداد الولايات المتحدة بيانات التركيبة السكانية لجاكسون في تعداد الولايات المتحدة. في ما يلي، التركيبة السكانية حسب تعدادي 2000 و2010.

### تعداد عام 2000
بلغ عدد سكان جاكسون 1,625 نسمة بحسب تعداد عام 2000، وبلغ عدد الأسر 677 أسرة وعدد العائلات 470 عائلة مقيمة في البلدة. في حين سجلت الكثافة السكانية 178.2 نسمة لكل كيلومتر مربع (461.5/ميل2). وبلغ عدد الوحدات السكنية 788 وحدة بمتوسط كثافة قدره 86.4 لكل كيلومتر مربع (223.8/ميل2).
وتوزع التركيب العرقي للبلدة بنسبة 88.62% من البيض و8.98% من الأمريكيين الأفارقة و1.11% من الأمريكيين الأصليين و0.31% من الأمريكيين ذوي الأصول الآسيوية و0.06% من سكان جزر المحيط الهادئ و0.18% من الأعراق الأخرى و0.74% من عرقين مختلطين أو أكثر و1.23% من الهسبانيون أو اللاتينيون من أي عرق.
بلغ عدد الأسر 677 أسرة كانت نسبة 31.3% منها لديها أطفال تحت سن الثامنة عشر تعيش معهم، وبلغت نسبة الأزواج القاطنين مع بعضهم البعض 55.1% من أصل المجموع الكلي للأسر، ونسبة 10.9% من الأسر كان لديها معيلات من الإناث دون وجود شريك،  بينما كانت نسبة 3.4% من الأسر لديها معيلون من الذكور دون وجود شريكة وكانت نسبة 30.6% من غير العائلات. تألفت نسبة 28.7% من أصل جميع الأسر من عدة أفراد يعيشون في نفس المنزل ونسبة 11.7% كانت تتألف من شخص يعيش بمفرده يبلغ من العمر 65 عاماً أو أكثر. وبلغ متوسط حجم الأسرة المعيشية 2.40، أما متوسط حجم العائلات فبلغ 2.93.
بلغ العمر الوسطي للسكان 40.4 عاماً. وكانت نسبة 24.6% من القاطنين تحت سن الثامنة عشر، وكانت نسبة 6.9% بين الثامنة عشر والرابعة والعشرين عاماً، ونسبة 28.1% كانت واقعةً في الفئة العمرية ما بين الخامسة والعشرين والرابعة والأربعين عاماً، ونسبة 22% كانت ما بين الخامسة والأربعين والرابعة والستين، ونسبة 18.5% كانت ضمن فئة الخامسة والستين عاماً فما فوق. يوجد لكل 100 أنثى 94.4 ذكر، ويوجد لكل 100 أنثى في الثامنة عشر من عمرها فما فوق 86.3 ذكر.
بلغ متوسط دخل الأسرة في البلدة 35,924 دولارًا، أما متوسط دخل العائلة فبلغ 41,563 دولارًا. وكان متوسط دخل الذكور 38,458 دولارًا مقابل 24,732 دولارًا للإناث. وسجل دخل الفرد الخاص بالبلدة 17,357 دولارًا. وكانت نسبة 8.8% من العائلات ونسبة 11.1% من السكان تحت خط الفقر، وكان من هؤلاء نسبة 21.6% تحت سن الثامنة عشر ونسبة 1.9% في الخامسة والستين من العمر وما فوق.

### تعداد عام 2010
بلغ عدد سكان جاكسون 1,700 نسمة بحسب تعداد عام 2010، وبلغ عدد الأسر 706 أسرة وعدد العائلات 464 عائلة مقيمة في البلدة. في حين سجلت الكثافة السكانية 186.4 نسمة لكل كيلومتر مربع (482.8/ميل2). وبلغ عدد الوحدات السكنية 795 وحدة بمتوسط كثافة قدره 87.2 لكل كيلومتر مربع (225.8/ميل2).
وتوزع التركيب العرقي للبلدة بنسبة 83.82% من البيض و13.71% من الأمريكيين الأفارقة و0.41% من الأمريكيين الأصليين و0.76% من الأمريكيين ذوي الأصول الآسيوية و0.12% من الأعراق الأخرى و1.18% من عرقين مختلطين أو أكثر و1.88% من الهسبانيون أو اللاتينيون من أي عرق.
بلغ عدد الأسر 706 أسرة كانت نسبة 27.5% منها لديها أطفال تحت سن الثامنة عشر تعيش معهم، وبلغت نسبة الأزواج القاطنين مع بعضهم البعض 45% من أصل المجموع الكلي للأسر، ونسبة 15.9% من الأسر كان لديها معيلات من الإناث دون وجود شريك،  بينما كانت نسبة 4.8% من الأسر لديها معيلون من الذكور دون وجود شريكة وكانت نسبة 34.3% من غير العائلات. تألفت نسبة 29.3% من أصل جميع الأسر من عدة أفراد يعيشون في نفس المنزل ونسبة 14.2% كانت تتألف من شخص يعيش بمفرده يبلغ من العمر 65 عاماً أو أكثر. وبلغ متوسط حجم الأسرة المعيشية 2.41، أما متوسط حجم العائلات فبلغ 2.96.
بلغ العمر الوسطي للسكان 44.3 عاماً. وكانت نسبة 20.6% من القاطنين تحت سن الثامنة عشر، وكانت نسبة 10.4% بين الثامنة عشر والرابعة والعشرين عاماً، ونسبة 20.4% كانت واقعةً في الفئة العمرية ما بين الخامسة والعشرين والرابعة والأربعين عاماً، ونسبة 29.9% كانت ما بين الخامسة والأربعين والرابعة والستين، ونسبة 18.7% كانت ضمن فئة الخامسة والستين عاماً فما فوق. وتوزع التركيب الجنسي للسكان بنسبة 47% ذكور و53% إناث.